# 1,2-二溴辛烷
1,2-二溴辛烷 是一种溴代烃，化学式C8H16Br2，有手性。

## 制备
外消旋的1,2-二溴辛烷可以在实验室规模下通过溴至1-辛烯 的亲电加成反应来制备：
{\displaystyle \mathrm {C_{8}H_{16}+Br_{2}\longrightarrow C_{8}H_{16}Br_{2}} }